# بیبی‌مانستر
بیبی‌مانستر (انگلیسی: Baby Monster; کره‌ای: 베이비몬스터) همچنین با نام به‌مان (انگلیسی: Baemon; کره‌ای: 베몬) نیز شناخته می‌شود، گروه دخترانهٔ اهل کره جنوبی تشکیل شده توسط وای‌جی انترتینمنت است. این گروه متشکل از هفت عضو است: روکا، پاریتا، آسا، آهیون، رامی، رورا و چیکیتا. این گروه به صورت رسمی در ۱ آوریل ۲۰۲۴ با انتشار آلبوم چندآهنگه بیبی‌مانستر فعالیتش را آغاز کرد.

## تاریخچه

### ۲۰۱۸–۲۰۲۲: شکل‌گیری و فعالیت‌های پیش از آغاز
پس از تشکیل گروه‌های دخترانهٔ کمپانی وای‌جی انترتینمنت، توانی‌وان (۲۰۰۹) و بلک‌پینک (۲۰۱۶)، اخبار تشکیل گروه دخترانهٔ بعدی این کمپانی در اوایل سال ۲۰۱۸ منتشر شد. متقاضیان از کشورهای مختلف به این کمپانی درخواست دادند و با احتیاط فراوانی توسط کمپانی وای‌جی به عنوان کارآموز پذیرفته شدند، جاییکه برخی از آنها در سن ده سالگی به کمپانی پیوستند و برخی دیگر دیرتر به آن پیوستند و مدت کارآموزی آنها به‌طور میانگین بین چهار تا پنج سال بود. هر یک از اعضای قبول شده در برابر هزار نفر دیگر در ادیشن خود قبول شدند. در ژانویه ۲۰۲۰، «بیبی مانستر» – یکی از نام‌هایی که در ابتدا برای گروه بلک‌پینک در نظر گرفته شده بود – و «به‌مان» (مخفف)، به عنوان برند اختصاری توسط این کمپانی ثبت شدند و به‌طور آزمایشی در رسانه‌ها استفاده شدند و پس از آن از کاربرد رسمی این نام‌ها پرده برداری شد. یک برنامه رادیویی در سال ۲۰۲۱ از یکی از خوانندگان وای‌جی انترتینمنت، کانگ سونگ یون پخش شد، که در آن به تبلیغ آلبوم پیج، آلبوم جدید خود می‌پرداخت و اعلام کرد که می‌توان آوازهای اعضای این گروه را در کرس پایان تک‌آهنگ آغازین این آلبوم به نام «آی‌یا» شنید.

### ۲۰۲۳–اکنون: معرفی و آغاز فعالیت
در ۳۰ دسامبر ۲۰۲۲، وای‌جی انترتینمنت در کانال یوتیوب خود یک ویدئوی کوتاه از اجرای هفت نفرهٔ اعضای گروه به همراه یک پوستر با متن «جنبش بعدی وای‌جی» در روز سال نو ۲۰۲۳ منتشر کرد که در مدت سه روز ۱۵ میلیون بازدید به دست آورد. در ۱۲ ژانویه ۲۰۲۳، هارام به عنوان اولین عضو گروه از طریق یک ویدئوی اجرا معرفی شد که در آن آهنگ «بگذار عاشقت باشم» از ماریو را کاور کرد.
در ۱۶ ژانویه، آهیون به عنوان دومین عضو با ویدئوی اجرای آهنگ «Sway with Me» از سوئیتی معرفی شد. در ۱۸ ژانویه، یک ویدئوی رقص از سه عضو دیگر یعنی روکا، آسا و رورا منتشر شد که آهنگ «فرتوت» از تایگا را انجام داده بودند.
در ۲۲ ژانویه کمپانی با انتشار کاور چیکیتا با آهنگ «Bedroom» از جی‌جی لین سومین عضو از گروه را معرفی کرد.
در ۲۵ ژانویه اجرای لایو آسا با آهنگ «Look Alive» از جوینر لوکاس منتشر شد و اولین اجرا از یک عضو ژاپنی گروه در دسترس عموم قرار گرفت. همچنین اجرای گروهی آنها با آهنگ «Scars To Your Beautiful» از آلیسیا کارا با بازدید خوبی در یوتیوب مواجه شد. در پخش پایانی برنامهٔ ارزیابی آنها آهنگ‌های «Fire» و «I Am The Best» از توانی وان را با رقصیدن اجرا کردند.
در ۱۵ نوامبر گزارش شد که آهیون به دلایل سلامتی از لاین‌آپ گروه در هنگام آغاز نخستین فعالیت رسمی جدا شد. با اینحال روز بعد تأیید شد که او عضوی از گروه هفت نفره باقی می‌ماند و تنها در دوران نقاهتش در فعالیت‌های آغازین گروه حضور نخواهد داشت. گروه بیبی‌مانستر با شش عضو به ترتیب در ۲۷ نوامبر ۲۰۲۳ و ۱ فوریه ۲۰۲۴ تک‌آهنگ‌های «بَتر آپ» و «گیر افتادن در وسط» را منتشر کرد. موزیک ویدئوی «بتر آپ» پس از ۲۴ ساعت به ۲۲٫۵۹ میلیون بازدید رسید و تبدیل به موزیک ویدئوی نخستین فعالیت با بیشترین بازدید در ۲۴ ساعت اول در تاریخ کی-پاپ تبدیل شد. آهیون که به دلایل سلامتی در انتشار این دو تک‌آهنگ غایب بود، بهبود یافت و از وقفهٔ خود بازگشت و به سایر اعضای بیبی‌مانستر پیوست تا فعالیت‌های آیندهٔ خود را به عنوان یک گروه هفت نفره پروموت کنند. اولین آلبوم چندآهنگهٔ گروه با نام بیبی‌مانستر، در تاریخ ۱ آوریل ۲۰۲۴ منتشر شد که شامل هفت قطعه از جمله ضبط مجدد ترانه‌های «بتر آپ» و «گیر افتادن در وسط» با هر هفت عضو و یک آهنگ هدیه شده توسط چارلی پوث بود.
در ۱ ژوئیه ۲۰۲۴، ترانهٔ «برای همیشه» به عنوان تک‌آهنگ پیش از انتشار نخستین آلبوم استودیویی گروه منتشر شد. نخستین آلبوم استودیویی گروه به نام دریپ در ۱ نوامبر ۲۰۲۴ منتشر شد که شامل تک‌آهنگ آغازین با همین نام است.

## اعضا
- روکا (루카)
- پاریتا (파리타)
- آسا (아사)
- آهیون (아현)
- رامی (라미)
- رورا (로라)
- چیکیتا (치키타)

## ترانه‌شناسی

### آلبوم‌های استودیویی
| عنوان | جزئیات                                                                        | بالاترین جایگاه جدول | فروش‌ها |
| عنوان | جزئیات                                                                        | KOR                  | فروش‌ها |
| ----- | ----------------------------------------------------------------------------- | -------------------- | ------ |
| دریپ  | - انتشار: ۱ نوامبر ۲۰۲۴ - ناشر: وای‌جی انترتینمنت - فرمت: سی‌دی، دانلود دیجیتال | ن/م                  | ن/م    |

### آلبوم‌های چندآهنگه
| عنوان      | جزئیات                                                                       | بالاترین جایگاه جدول | بالاترین جایگاه جدول | بالاترین جایگاه جدول | بالاترین جایگاه جدول | بالاترین جایگاه جدول | بالاترین جایگاه جدول | فروش‌ها                              | گواهی‌نامه‌ها        |
| عنوان      | جزئیات                                                                       | KOR                  | CRO                  | JPN                  | NGA                  | UK DL                | US World             | فروش‌ها                              | گواهی‌نامه‌ها        |
| ---------- | ---------------------------------------------------------------------------- | -------------------- | -------------------- | -------------------- | -------------------- | -------------------- | -------------------- | ----------------------------------- | ------------------ |
| بیبی‌مانستر | - انتشار: ۱ آوریل ۲۰۲۴ - ناشر: وای‌جی انترتینمنت - فرمت: سی‌دی، دانلود دیجیتال | ۳                    | ۵                    | ۶                    | ۹۸                   | ۶۹                   | ۱۵                   | - کره جنوبی: ۶۹۱٬۷۴۶ - ژاپن: ۲۱٬۴۷۹ | - کی‌ام‌سی‌ای: پلاتین |

### تک‌آهنگ‌ها
| عنوان                                                                         | سال                | بالاترین جایگاه جدول | بالاترین جایگاه جدول | بالاترین جایگاه جدول | بالاترین جایگاه جدول | بالاترین جایگاه جدول | بالاترین جایگاه جدول | بالاترین جایگاه جدول | بالاترین جایگاه جدول | بالاترین جایگاه جدول | بالاترین جایگاه جدول | فروش‌ها                | آلبوم              |
| عنوان                                                                         | سال                | KOR                  | HK                   | IDN                  | JPN Hot              | NLD Glo.             | NZ Hot               | SGP                  | TW                   | US World             | WW                   | فروش‌ها                | آلبوم              |
| پیش از آغاز فعالیت                                                            | پیش از آغاز فعالیت | پیش از آغاز فعالیت   | پیش از آغاز فعالیت   | پیش از آغاز فعالیت   | پیش از آغاز فعالیت   | پیش از آغاز فعالیت   | پیش از آغاز فعالیت   | پیش از آغاز فعالیت   | پیش از آغاز فعالیت   | پیش از آغاز فعالیت   | پیش از آغاز فعالیت   | پیش از آغاز فعالیت    | پیش از آغاز فعالیت |
| ----------------------------------------------------------------------------- | ------------------ | -------------------- | -------------------- | -------------------- | -------------------- | -------------------- | -------------------- | -------------------- | -------------------- | -------------------- | -------------------- | --------------------- | ------------------ |
| «بتر آپ»                                                                      | ۲۰۲۳               | ۱۲۳                  | ۲۲                   | ۱۴                   | ۱۰۰                  | ۱۴                   | ۱۴                   | ۱۰                   | ۷                    | ۵                    | ۱۰۱                  | - ایالات متحده: ۱٬۰۰۰ | بیبی‌مانستر         |
| «گیر افتادن در وسط»                                                           | ۲۰۲۴               | —                    | —                    | —                    | —                    | —                    | —                    | —                    | —                    | —                    | —                    | —                     | بیبی‌مانستر         |
| پس از آغاز فعالیت                                                             |                    |                      |                      |                      |                      |                      |                      |                      |                      |                      |                      |                       |                    |
| «شیش»                                                                         | ۲۰۲۴               | ۱۰                   | ۱۰                   | ۴                    | ۴۲                   | ۱۲                   | ۳۰                   | ۶                    | ۳                    | —                    | ۳۳                   | —                     | بیبی‌مانستر         |
| «برای همیشه»                                                                  | ۲۰۲۴               | ۱۰۱                  | ۱۶                   | ۲۰                   | ۹۲                   | —                    | —                    | ۱۲                   | ۶                    | ۷                    | ۱۴۱                  | —                     | دریپ               |
| نشانهٔ «—» مواردی را نشان می‌دهد که در آن کشور منتشر نشده یا به جدول نرسیده‌اند. |                    |                      |                      |                      |                      |                      |                      |                      |                      |                      |                      |                       |                    |

### تک‌آهنگ‌های تبلیغاتی
| عنوان  | سال  | بالاترین جایگاه جدول | آلبوم      |
| عنوان  | سال  | KOR DL               | آلبوم      |
| ------ | ---- | -------------------- | ---------- |
| «رؤیا» | ۲۰۲۳ | ۹۲                   | بیبی‌مانستر |

### سایر آهنگ‌های قرارگرفته در جدول
| عنوان                                                                         | سال  | بالاترین جایگاه جدول | بالاترین جایگاه جدول | بالاترین جایگاه جدول | بالاترین جایگاه جدول | بالاترین جایگاه جدول | آلبوم      |
| عنوان                                                                         | سال  | KOR DL               | JPN Heat.            | SGP Reg.             | TW                   | WW Excl. US          | آلبوم      |
| ----------------------------------------------------------------------------- | ---- | -------------------- | -------------------- | -------------------- | -------------------- | -------------------- | ---------- |
| «هیولاها (مقدمه)»                                                             | ۲۰۲۴ | ۱۱۳                  | —                    | —                    | —                    | —                    | بیبی‌مانستر |
| «مانند آن»                                                                    | ۲۰۲۴ | ۶۴                   | ۷                    | ۱۷                   | ۱۶                   | ۱۸۶                  | بیبی‌مانستر |
| نشانهٔ «—» مواردی را نشان می‌دهد که در آن کشور منتشر نشده یا به جدول نرسیده‌اند. |      |                      |                      |                      |                      |                      |            |

## ویدئوشناسی

### موزیک ویدئوها
| سال  | عنوان               | کارگردان(ها)             | منابع         |
| ---- | ------------------- | ------------------------ | ------------- |
| ۲۰۲۳ | «رؤیا»              | ناشناخته                 | [ ۵۵ ]        |
| ۲۰۲۳ | «بتر آپ»            | سو هیون سونگ (Gigant)    | [ ۵۶ ] [ ۵۷ ] |
| ۲۰۲۴ | «گیر افتادن در وسط» | جیسون کیم (Flipevil)     | [ ۵۸ ] [ ۵۹ ] |
| ۲۰۲۴ | «شیش»               | سو هیون سونگ (Gigant)    | [ ۶۰ ] [ ۶۱ ] |
| ۲۰۲۴ | «برای همیشه»        | سام‌سون (Highqualityfish) | [ ۶۲ ] [ ۶۳ ] |

### ویدئوهای دیگر
| سال  | عنوان                                    | کارگردان(ها) | منابع  |
| ---- | ---------------------------------------- | ------------ | ------ |
| 2024 | «مانند آن» (Exclusive Performance Video) | ناشناخته     | [ ۶۴ ] |

## فیلم‌شناسی
- آخرین ارزیابی (۲۰۲۳، یوتیوب)[۶۵]
- به‌مان تی‌وی (۲۰۲۴، یوتیوب)[۶۶]